# Seznam srbskih psihologov
Seznam srbskih psihologov.

## A
- Mila Alečković

## B
- Baja Bajić
- Josip Berger

## Đ
- Đorđe Đurić

## J
- Vladeta Jerotić - psihiater

## H
- Časlav Hadži Nikolić ? -nevropsihiater, razisk.?

## K
- Žarko Korać - psihiater
- Aleksandar Kostić

## L
- Dimitrije V. Ljotić - psihiater (1924 - 2018)

## M
- Zoran Milivojević
- Vladimir Milošević (psihiater)
- Tijana Mirović

## N
- Ivan Nastović (1932 - 2013) >> Olivera Žižović

## P
- Dragomir Pantić - ?
- Slobodan Popović

## R
- Sanda Rašković Ivić - psihiatrinja
- Ranko Rajović ?
- Nikola Rot (1910 - 2007)

## S
- Borislav Stevanović
- Branimir Stojanović

## T
- Boris Tadić
- Žarko Trebješanin

## V
- Vladimir A. Vilhar (1926 - 2019)